# 聚宝山駅
聚宝山駅（しゅうほうさんえき）は、中華人民共和国江蘇省南京市玄武区にある、南京地下鉄の駅である。4号線と14号線が乗り入れ、両路線の接続駅となっている。

## 歴史
- 2017年1月18日4号線の駅として開業。

## 駅構造
地下2層構造の駅である。

### のりば
| 番線 | 路線            | 方面                        | 行先         |
| ---- | --------------- | --------------------------- | ------------ |
|      | 南京地下鉄4号線 | 鶏鳴寺・草場門・珍珠泉 方面 | 余家営 行き  |
|      | 南京地下鉄4号線 | 東流・仙林湖方面            | 華僑城東行き |

## 隣の駅
南京地下鉄
■4号線
王家湾駅- 聚宝山駅- 徐荘駅